# آيت سيدي موسى أولياس (واد إفران)
آيت سيدي موسى أولياس هي إحدى مشيخات المملكة المغربية، تتبع جغرافيا لإقليم إفران وإداريًا لواد إفران. يقدر عدد سكانها بـ 1234 نسمة حسب الإحصاء الرسمي للسكان والسكنى لسنة 2004.